# Olympische Sommerspiele 1976/Teilnehmer (Venezuela)
| Gelbes Symbol für Goldmedaillen mit stilisierten Olympischen Ringen | Graues Symbol für Silbermedaillen mit stilisierten Olympischen Ringen | Braundes Symbol für Bronzemedaillen mit stilisierten Olympischen Ringen |
| ------------------------------------------------------------------- | --------------------------------------------------------------------- | ----------------------------------------------------------------------- |
| —                                                                   | 1                                                                     | —                                                                       |

Venezuela nahm an den Olympischen Sommerspielen 1976 in Montreal mit einer Delegation von 32 Athleten (23 Männer und 9 Frauen) an 35 Wettkämpfen in sechs Sportarten teil. Dem Boxer Pedro Gamarro gelang im Weltergewicht mit Silber der einzige Medaillengewinn.

## Teilnehmer nach Sportarten

### Boxen
- Armando Guevara
Halbfliegengewicht: im Viertelfinale ausgeschieden

- Alfredo Pérez
Fliegengewicht: im Viertelfinale ausgeschieden

- Jovito Rengifo
Bantamgewicht: in der 1. Runde ausgeschieden

- Angel Pacheco
Federgewicht: im Achtelfinale ausgeschieden

- Nelson Calzadilla
Leichtgewicht: im Achtelfinale ausgeschieden

- Jesús Navas
Halbweltergewicht: in der 1. Runde ausgeschieden

- Pedro Gamarro
Weltergewicht: Silber

- Alfredo Lemus
Halbmittelgewicht: im Viertelfinale ausgeschieden

- Fulgencio Obelmejias
Mittelgewicht: in der 1. Runde ausgeschieden

- Ernesto Sánchez
Halbschwergewicht: in der 1. Runde ausgeschieden

### Judo
- Manuel Luna
Leichtgewicht: in der 1. Runde ausgeschieden

- Walter Huber
Mittelgewicht: in der 1. Runde ausgeschieden

### Leichtathletik
Frauen
- Lucía Vaamonde
100 m Hürden: im Vorlauf ausgeschieden

### Radsport
- Ramón Noriega
Straßenrennen: 53. Platz

- José Ollarves
Straßenrennen: 58. Platz
Mannschaftszeitfahren: 21. Platz

- Justo Galaviz
Straßenrennen: Rennen nicht beendet
Mannschaftszeitfahren: 21. Platz

- Nicolas Reidtler
Straßenrennen: Rennen nicht beendet

- Jesús Escalona
Mannschaftszeitfahren: 21. Platz

- Serafino Silva
Mannschaftszeitfahren: 21. Platz

### Schwimmen
Männer
- Ramón Volcan
100 m Freistil: im Vorlauf ausgeschieden
100 m Rücken: im Vorlauf ausgeschieden
4-mal-200-Meter-Freistil-Staffel: im Vorlauf ausgeschieden
4-mal-100-Meter-Lagen-Staffel: im Vorlauf ausgeschieden

- Luis Goicoechea
200 m Freistil: im Vorlauf ausgeschieden
100 m Schmetterling: im Vorlauf ausgeschieden
4-mal-200-Meter-Freistil-Staffel: im Vorlauf ausgeschieden
4-mal-100-Meter-Lagen-Staffel: im Vorlauf ausgeschieden

- Glen Sochasky
100 m Brust: im Vorlauf ausgeschieden
4-mal-200-Meter-Freistil-Staffel: im Vorlauf ausgeschieden
4-mal-100-Meter-Lagen-Staffel: im Vorlauf ausgeschieden

- Hugo Cuenca
200 m Schmetterling: im Vorlauf ausgeschieden

- Andrés Arraez
4-mal-200-Meter-Freistil-Staffel: im Vorlauf ausgeschieden
4-mal-100-Meter-Lagen-Staffel: im Vorlauf ausgeschieden

Frauen
- Ivis Poleo
100 m Freistil: im Vorlauf ausgeschieden
4-mal-100-Meter-Freistil-Staffel: im Vorlauf ausgeschieden

- Marianela Huen
100 m Freistil: im Vorlauf ausgeschieden
100 m Schmetterling: im Vorlauf ausgeschieden
4-mal-100-Meter-Freistil-Staffel: im Vorlauf ausgeschieden
4-mal-100-Meter-Lagen-Staffel: im Vorlauf ausgeschieden

- Vania Vásquez
200 m Freistil: im Vorlauf ausgeschieden
4-mal-100-Meter-Freistil-Staffel: im Vorlauf ausgeschieden
4-mal-100-Meter-Lagen-Staffel: im Vorlauf ausgeschieden

- María Pérez
200 m Freistil: im Vorlauf ausgeschieden
400 m Freistil: im Vorlauf ausgeschieden
4-mal-100-Meter-Freistil-Staffel: im Vorlauf ausgeschieden

- Paola Ruggieri
100 m Rücken: im Vorlauf ausgeschieden
200 m Rücken: im Vorlauf ausgeschieden
4-mal-100-Meter-Lagen-Staffel: im Vorlauf ausgeschieden

- Dacyl Pérez
100 m Brust: im Vorlauf ausgeschieden
200 m Brust: im Vorlauf ausgeschieden
4-mal-100-Meter-Lagen-Staffel: im Vorlauf ausgeschieden

- María Hung
100 m Schmetterling: im Vorlauf ausgeschieden
200 m Schmetterling: im Vorlauf ausgeschieden

### Wasserspringen
- Aura Dinisio
3 m Kunstspringen: 26. Platz